# 帕拉帕拉島
13°32′S 167°20′E / 13.533°S 167.333°E

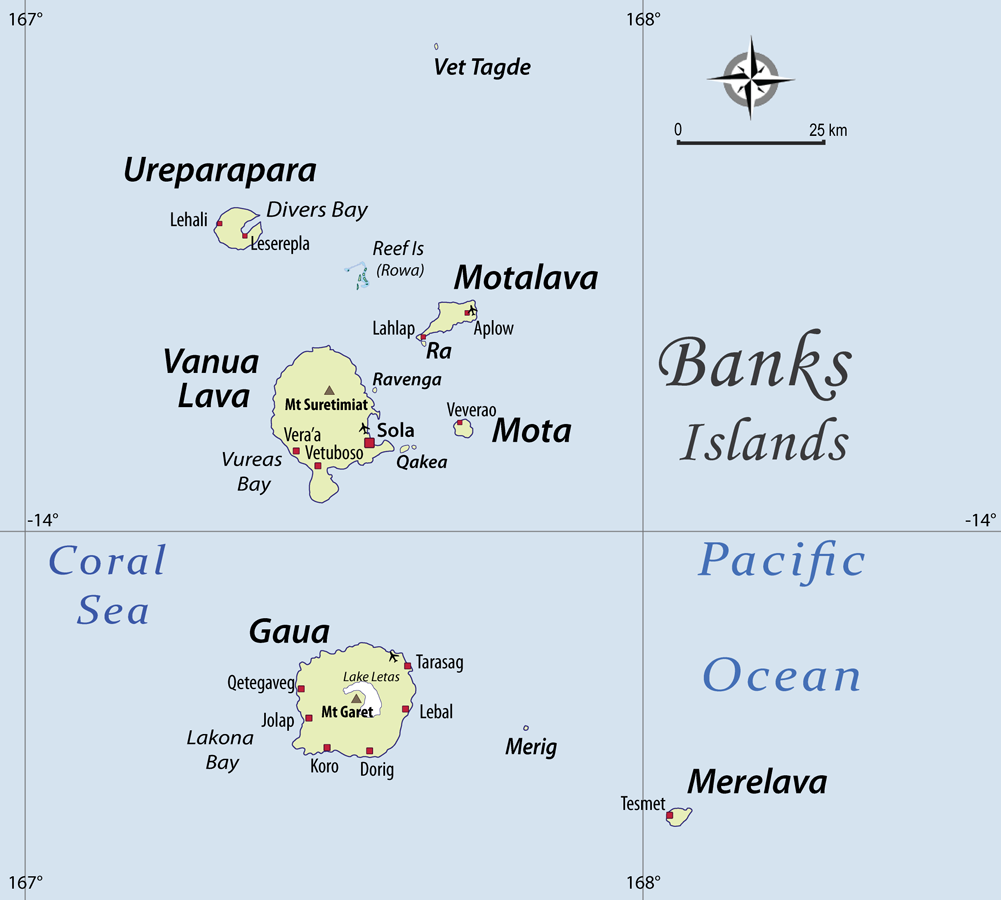

帕拉帕拉島是太平洋島國瓦努阿圖的島嶼，屬於班克斯群島的一部分，由托爾巴省負責管轄，面積39平方公里，島上有3條村落，2009年人口437。

## 外部連結
- The languages Löyöp （页面存档备份，存于） and Lehali, Ethnologue.